# Slaves & Masters
Slaves & Masters – trzynasty album studyjny Deep Purple, wydany w roku 1990. Jest jedynym albumem, na którym zaśpiewał Joe Lynn Turner, zastępując Iana Gillana w poprzedzającym wydanie albumu roku.

## Lista utworów

### Wydanie winylowe
| A1. | King of Dreams (Joe Lynn Turner, Ritchie Blackmore, Roger Glover)  | 5:26  |
|     |                                                                    |       |
| A2. | The Cut Runs Deep (Turner, Blackmore, Glover, Jon Lord, Ian Paice) | 5:42  |
|     |                                                                    |       |
| A3. | Fire in the Basement (Turner, Blackmore, Glover, Lord, Paice)      | 4:43  |
|     |                                                                    |       |
| A4. | Fortuneteller (Turner, Blackmore, Glover, Lord, Paice)             | 5:49  |
|     |                                                                    |       |
| B1. | Truth Hurts (Turner, Blackmore, Glover)                            | 5:14  |
|     |                                                                    |       |
| B2. | Breakfast in Bed (Turner, Blackmore, Glover)                       | 5:17  |
|     |                                                                    |       |
| B3. | Love Conquers All (Turner, Blackmore, Lord)                        | 3:47  |
|     |                                                                    |       |
| B4. | Too Much Is Not Enough (Turner, Bob Held, Al Greenwood)            | 4:17  |
|     |                                                                    |       |
| B5. | Wicked Ways (Turner, Blackmore, Glover)                            | 6:33  |
|     |                                                                    |       |
|     |                                                                    | 46:48 |
|     |                                                                    |       |

### Wydanie CD
| 1. | King of Dreams         | 5:28  |
|    |                        |       |
| 2. | The Cut Runs Deep      | 5:42  |
|    |                        |       |
| 3. | Fire in the Basement   | 4:43  |
|    |                        |       |
| 4. | Truth Hurts            | 5:14  |
|    |                        |       |
| 5. | Breakfast in Bed       | 5:17  |
|    |                        |       |
| 6. | Love Conquers All      | 3:47  |
|    |                        |       |
| 7. | Fortuneteller          | 5:49  |
|    |                        |       |
| 8. | Too Much Is Not Enough | 4:17  |
|    |                        |       |
| 9. | Wicked Ways            | 6:33  |
|    |                        |       |
|    |                        | 46:50 |
|    |                        |       |

### Single i inne utwory
King of Dreams
1. King of Dreams (Blackmore, Glover, Turner) – 5:27
2. Fire in the Basement (Blackmore, Glover, Lord, Paice, Turner) – 4:41

Love Conquers All
1. Love Conquers All (Blackmore, Turner, Glover) – 3:47
2. Slow Down Sister (Blackmore, Glover, Lord, Paice, Turner) – 5:55

Fire Ice & Dynamite (ścieżka dźwiękowa filmu)
1. Fire, Ice & Dynamite (Blackmore, Glover, Turner)

- Odrzut z płyty Slaves And Masters zaadaptowany do filmu akcji Feuer, Eis & Dynamit.
Utwór ten wydany został na CD ze ścieżką dźwiękową filmu. Jon Lord nie pojawia się na nim, syntezatory obsługiwał Roger Glover.

Inne
1. Too Much Is Not Enough nagrany pnownie przez Turnera na jego album Hurry Up and Wait (1998).

## Skład zespołu
- Joe Lynn Turner – śpiew
- Ritchie Blackmore – gitara
- Jon Lord – Organy Hammonda, instrumenty klawiszowe
- Roger Glover – gitara basowa
- Ian Paice – perkusja